# Elizabeth Ryan

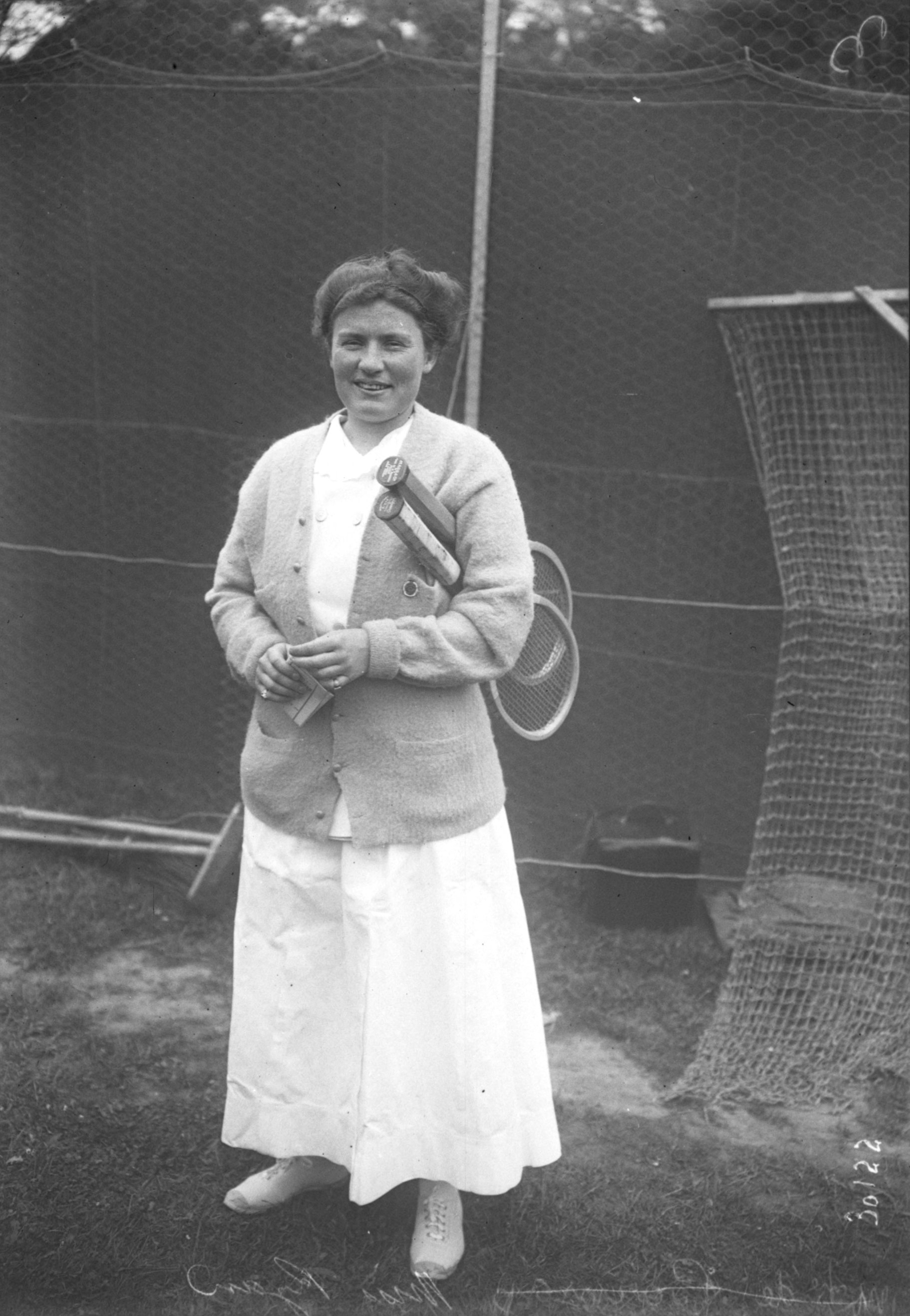
Elizabeth Ryan in 1913

Elizabeth Ryan (Anaheim, 8 februari 1892 – Wimbledon, 6 juli 1979) was een tennisspeelster uit de Verenigde Staten.

## Levensloop
In 1926 was Ryan lid van het winnende Amerikaanse team bij het toernooi om de Wightman Cup, dat plaatsvond op de grasbanen van Wimbledon. Het grootste deel van haar leven woonde Ryan in Groot-Brittannië. Zij won in haar loopbaan 26 grandslamtitels, alle in het dubbelspel (damesdubbel en gemengd dubbel). In het individueel spel speelde zij vier grandslamfinales, die zij alle verloor.
Ryan was tot haar dood de recordhoudster op Wimbledon met 19 titels. Billie Jean King verbrak dit record in 1979, een dag nadat Ryan overleed op de All England Lawn Tennis and Croquet Club van Wimbledon.
In 1972 werd zij opgenomen in de internationale Tennis Hall of Fame.

## Grandslamtitels

### Damesdubbelspel
- Roland Garros 1930, 1932, 1933, 1934
- Wimbledon 1914, 1919–1923, 1925–1927, 1930, 1933, 1934
- US Championship 1926

### Gemengd dubbelspel
- Wimbledon 1919, 1921, 1923, 1927, 1928, 1930, 1932
- US Championship 1926, 1933